# Miroslav Bulešić
Miroslav Bulešić (* 13. Mai 1920 in Kroatien; † 24. August 1947 in Kroatien) war ein kroatischer katholischer Priester und Märtyrer. Er wurde am 28. September 2013 in Pula seliggesprochen.

## Jugend
Bulešić wurde als Sohn von der Eheleute Miha und Lucija (geborene Butković) Bulešić im Dorf Čabrunići in der Nähe von Svetvinčenat in Istrien geboren. Er erhielt seine Grundschulbildung in Juršići und seine Sekundarschulbildung in den Seminaren in Gorica und Koper. Er studierte Philosophie und Theologie in Rom an der Universität Gregoria. Der spätere Kardinal Alojzije Stepinac trat für seine Erziehung ein.

## Priesterschaft
Während des Zweiten Weltkriegs wurde er 1943 zum Priester geweiht. Anlässlich seiner Priesterweihe am 11. April 1943 (wenige Monate vor der Kapitulation Italiens) in Svetvincenat predigten die örtlichen Priester in kroatischer Sprache und bezeichneten den jungen kroatischen Priester als Hoffnung für ihr Volk.
Bis 1945 war er Pfarrer in Baderna. Er legte besonderes Augenmerk auf die Bildung von Kindern und Jugendlichen und half allen, die in Not waren. Er erklärte: "Ich bin ein katholischer Priester und werde die heiligen Sakramente allen spenden, die darum bitten – Kroaten, Deutschen und Italienern." Denn es gab in dieser Zeit drei Armeen in Istrien: eine Partisanenarmee, eine deutsche und eine italienische. Er erhielt Drohungen von verschiedenen Seiten, so schrieb er in sein Tagebuch: "Ich übergebe dir mein Leben ganz für meine Herde... Ich möchte für die Ehre Gottes und die Rettung meiner Seele und der Seelen meiner Gläubigen sterben." Trotz der Präsenz der italienischen und deutschen Armeen begann er, Register (über Taufen, Sterbefälle, Eheschließungen) in kroatischer Sprache zu führen.
Im Herbst 1945 wurde er zum Pfarrer von Kanfanar ernannt. Er unterrichtete Katechismus in der Schule, versammelte Jugendliche, erneuerte den Kirchengesang, organisierte Volksmissionen und karitative Aktivitäten. Glaubensgegner griffen ihn an, doch ein Angebot zur Flucht nach Italien lehnte er ab: "Wenn sie mich töten, werden sie mich für Gott und den Glauben töten."
Im Herbst 1946 wurde er Lehrer und Erzieher am Seminar und Gymnasium in Pazin. Er widmete sich der Ausbildung der Seminaristen, wurde zum Sekretär des "Priesterchors von St. Paul", die kroatische Priester zusammenbrachte, sich für die Religionsfreiheit und das ungehinderte Wirken der Kirche einsetzte und auch zur internationalen Anerkennung des Anschlusses Istriens an "Kroatien in Jugoslawien" beitrug. Im Frühjahr 1947 legten die kommunistischen Machthaber einen "Fünfjahresplan" vor, der Arbeitskämpfe an Sonntagen, ein Verbot des Religionsunterrichts in Schulen und die Entfernung der Kirche aus dem öffentlichen Leben vorsah. Miroslav Bulešić lehnte dies zusammen mit anderen Priestern des "Priesterchors des Hl. Paul" entschieden ab.

## Ermordung
Im August 1947 wurde er offizieller Begleiter des Delegierten des Heiligen Stuhls, Msgr. Jakob Ukmar, der die Firmung in der Gegend um Buzet spenden sollte. Nachdem es den kommunistischen Anhängern nicht gelungen war, die Firmung in Buzet am 23. August 1947 zu verhindern (die Randalierer verhinderten die Zeremonie in der Pfarrkirche in Buzet, aber die Firmlinge und Paten gingen auf Anweisung des Pfarrers in die Kirche im nahe gelegenen Dorf Črnica), kamen sie am nächsten Tag vor das Pfarrhaus in der Nähe von Lanisce und versuchten erneut, die Firmung zu verhindern.
Die Einwohner von Lanišće bewachten einstimmig die Kirche und die Priester in Lanisce, bis die Volksmiliz kam; Dann zerstreuten sie sich nach Hause, in dem Glauben, dass es keine weiteren Unruhen geben würde. Als der Pfarrer Stjepan Cek dem Kommandanten der Miliz die Tür des Pfarrhauses öffnete, drangen die Angreifer vor den Augen der Milizionäre in das Pfarrhaus ein, der Kommandeur der Miliz Mons wurde zu Tode geprügelt und Miroslav Bulešić mit einem Messer erstochen.
Im offiziellen Bericht schrieb Dr. Ukmar: "Nach dem Ende der Firmung in der Kirche und der von P. Miroslav Bulešić, wir gingen zum Pfarrhaus. Nach einer Viertelstunde, als die später Eingetroffenen bestätigt wurden - es war gegen elf Uhr - drangen die Rebellen in das Haus ein und töteten Pater. Bulešić, der in der Nähe der Tür war. Ich persönlich ging aus dem Pfarramt in die Vorhalle und sah ihn tot auf der Erde liegen, unter den Bösewichten, die sich des Hauses bemächtigt hatten; Ich zog mich ins Schlafzimmer zurück, wo ich nach einer Minute selbst schwer verprügelt wurde und blutüberströmt liegen blieb. Sie dachten, ich sei tot, ließen mich zurück und suchten nach dem Pfarrer, aber sie fanden ihn nicht, weil er sich versteckt hielt. Zwanzig Stunden lang war ich bewusstlos."
Er durfte nicht in seiner Heimatgemeinde Svetvinčenat begraben werden, sondern wurde in Lanišće beigesetzt. Die jugoslawischen Behörden machten den Pfarrer Stjepan Cek für die Unruhen in Laniš verantwortlich, und er wurde im Oktober desselben Jahres in einem Schauprozess in Pazin für schuldig befunden. Ab 1947 war er sechs Jahre lang in Stara Gradiška inhaftiert. Die Diözese Triest hat das Verfahren für die Proklamation von Mons und Jakob Ukmar für die Seligsprechung eingeleitet.
Erst im Jahr 1958 wurde der Leichnam von Miroslav Bulešić auf den Friedhof in Svetvinčenat und im Jahr 2003 in eine besondere Krypta in der Mauer der Pfarrkirche in Svetvinčenat überführt. Die Täter und die Initiatoren des Mordes erhielten nur geringe Strafen. Die Menschen, die versuchten, das Verbrechen zu verhindern wurden zu mehrjährigen Haftstrafen verurteilt.
Der damalige päpstliche Nuntius Joseph Harley sagte: „Ihr habt durch den Tod dieses jungen Priesters mehr gewonnen, als ihr verloren habt, weil ihr einen Seligen und einen Märtyrer empfangen habt.“ Bulešić war Professor für Philosophie bei dem jungen Ivan Grah, einem später sehr angesehenen kroatischen Historiker und Archivar. Bulešićs Märtyrertod beeinflusste Grahos Entscheidung, Priester zu werden und einen Teil seines Lebens der Erforschung der Verfolgung katholischer Priester und Gläubiger zu widmen. Allein aus den Diözesen Poreč und Pula saßen 82 Priester im Gefängnis.

## Seligsprechung
Im Jahr 1956 leitete Bischof Dragutin Nežić das offizielle Seligsprechungsverfahren ein, das jedoch von den kommunistischen Behörden verboten wurde. Das Verfahren wurde 1957 in Rom eröffnet, und am 28. März 2000 übertrug der Bischof von Poreč-Pula, Ivan Milovan, das Verfahren nach Kroatien. Das diözesane Verfahren wurde 2004 abgeschlossen, und alle Unterlagen über die Seligsprechung wurden an die Kongregation für die Selig- und Heiligsprechungsprozesse im Vatikan geschickt. Am 20. Dezember 2012 ermächtigte Papst Benedikt XVI. die Kongregation für die Selig- und Heiligsprechungsprozesse, das Dekret über die Seligsprechung von P. Miroslav Bulešić zu unterschreiben.
Anlässlich seines Todestages errichteten die Gemeindemitglieder der Pfarrei Laniš 1997 eine Gedenktafel am Gebäude des Hauses, in dem Bulešić getötet wurde. Am selben Tag brachten sie eine Gedenktafel an der Wand vor der Kirche an mit der Aufschrift „24. August 1947, auf diesem geweihten Land, während der St. Nikolaus verteilt wurde. Wir haben die Kirche und die Priester verteidigt, den Glauben unserer Väter, die nationale Identität und die Freiheit bezeugt.“ Die Seligsprechung von Miroslav Bulešić fand am 28. September 2013 in Pula statt. Miroslav Bulešić wurde damit zum neuen kroatischen Seligen.

## Film
Über Miroslav Bulešić wurde der Dokumentarfilm „Moja osveta je oprost“ (Meine Rache ist Vergebung) gedreht. Der Film gewann den Grand Prix beim 5. Kroatischen Katholischen Filmfestival Trsat.